# Акуш (половецкий хан)
Акуш (Акут) (? — после 1193 года) — хан лукоморских половцев.

## Биография
Вместе с Тоглыем и Кондувдеем провели поход зимой 1190 года на Поросье. Во время ответного похода русских княжичей в числе противостоящих им сил были четверо сыновей Акуша. Половцы были разбиты, а один из ханов Кобан попал в плен.
В 1193 году участвовал в мирных переговорах на Днепре. Приехал по приглашению Рюрика овручского вместе с Тоглыем, но ханы бурчевичей отказались переходить Днепр (князья и лукоморские половцы ждали их у Канева), тем самым сорвав заключение мира.